# Copa con brindis de Tréveris

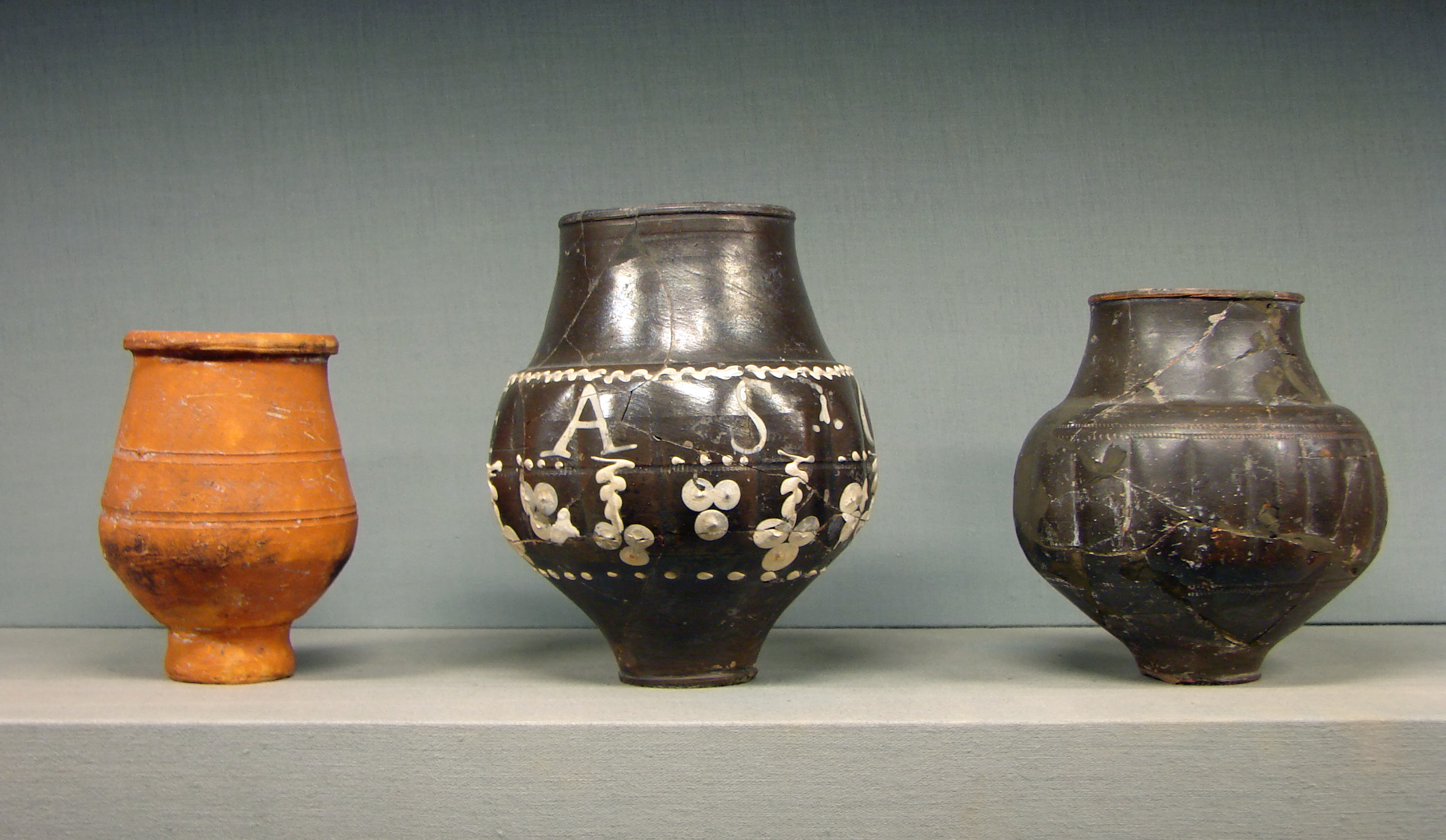
Musée de la Cour d'Or en Metz. En el centro una copa con brindis de Tréveris. Inscripción: GAVDEAS (alégrate).

Trierer Spruchbecher (en alemán), lo que se puede traducir con Copa con brindis de Tréveris, es el nombre dado a un género de hallazgos de cerámica que fue difundida sobre todo en las provincias del Noroeste del Imperio Romano. Las características de las copas son brindis y decoraciones en pintura blanca. No se trata sólo de copas, sino también de ánforas y otros recipientes semejantes y raras veces incluso de bandejitas o cuencos. Excavaciones en el barrio romano de alfareros de Augusta Treverorum demostraron que Tréveris era el único lugar de producción.

## Literatura
- Susanna Künzl: Die Trierer Spruchbecherkeramik. Dekorierte Schwarzfirniskeramik des 3. und 4. Jahrhunderts. Tréveris 1997, ISBN 3-923319-35-5 .
- Fabienne Vilvorder: La céramique métallescente de Trèves. En: Raymond Brulet/ F. Vilvorder/ Richard Delage: La céramique romaine en Gaule du nord. Dictionnaire des céramiques. Brepols, Turnhout 2010, ISBN 978-2-503-53509-8, p. 351–356.

## Enlaces
- Wikimedia Commons alberga una categoría multimedia sobre Copa con brindis de Tréveris.